# دنیل بنزالی
دنیل بنزالی (انگلیسی: Daniel Benzali؛ زادهٔ ۲۰ ژانویه ۱۹۵۰) یک هنرپیشه اهل ایالات متحده آمریکا است.
از فیلم‌ها یا برنامه‌های تلویزیونی که وی در آن نقش داشته است می‌توان به نمایی از یک قتل، پیچ‌خورده و پرونده‌های اکس اشاره کرد.